# Выходной (станция)
Выходно́й — железнодорожная станция (тип населенного пункта) в Кольском районе Мурманской области. Входит в городское поселение Молочный.

## История
До 1930-х годов станция носила название разъезд 78.
Нынешнее название связано с тем, что с 1930-х годов окрестности станции стали популярным местом массовых гуляний жителей Мурманска. До станции в летний период ходил специальный поезд.
Около полуночи 24 марта 2018 года в районе станции произошёл сход грузовых вагонов. В результате пассажиров утренних поездов, следующих по расписанию из Мурманска в Вологду и Санкт-Петербург было решено доставлять автобусами до станции Магнетиты и уже там сажать на соответствующие поезда.
1 июня 2020 года недалеко от станции от паводка, размывшего опору, рухнул железнодорожный мост 1930 года постройки через реку Кола. В результате было прервано железнодорожное сообщение с Мурманском. Строительство нового моста на прежнем месте завершено в сентябре 2020 года, а по временной обходной схеме «Выходной — 9 км» (построена новая ветка длиной 5,7 км) движение было восстановлено уже за 2,5 недели.
Восстановить железнодорожное сообщение Выходной — Мурманск удалось 19 июня по срочно достроенному обходному пути, восстановление моста через Колу в прежнем месте ожидалось к 2021 году. Однако мост был построен за рекордные 105 дней и открыт 27 сентября 2020 года.
В 2018 году началось строительство железнодорожной ветки протяжённостью 49,7 км на западный берег Кольского залива — к строящемуся торговому порту «Лавна». Главным назначением ветки является обеспечение углём портового перегрузочного угольного терминала мощностью 18 млн тонн в год. В ходе прокладки ветки предусмотрено возведение моста через реку Тулому, а также строительство дорожной портовой инфраструктуры. Завершение строительства запланировано на декабрь 2024 года. Строительство финансируется бюджетными инвестициями в объёме около 37,7 млрд рублей (в ценах 2022 года).

## Население
| 2002 | 2010 | 2012 | 2013 | 2014 | 2015 | 2016 |
| ---- | ---- | ---- | ---- | ---- | ---- | ---- |
| 98   | ↘37  | ↘29  | ↘28  | ↗29  | ↘24  | ↘22  |
| 2017 | 2018 | 2019 | 2020 | 2021 | 2023 |      |
| ↘21  | →21  | ↗22  | ↘21  | ↘16  | →16  |      |

Численность населения, проживающего на территории населённого пункта, по данным Всероссийской переписи населения 2010 года составляет 37 человек, из них 18 мужчин (48,6 %) и 19 женщин (51,4 %).